# Liostenogaster flavolineata
Liostenogaster flavolineata är en getingart som först beskrevs av Cameron 1902.  Liostenogaster flavolineata ingår i släktet Liostenogaster och familjen getingar. Inga underarter finns listade i Catalogue of Life.